# Busto di Pietro Mellini
Il Busto di Pietro Mellini è una scultura marmorea (54x60 cm) di Benedetto da Maiano, datato 1474 e conservato nel Museo del Bargello a Firenze.

## Storia
Pietro Mellini era un ricco mercante fiorentino, più volte priore e alleato di casa Medici, che aveva commissionato, sempre a Benedetto da Maiano, anche il pulpito di Santa Croce con Storie di san Francesco. Un'iscrizione sullo spessore del marmo ricorda il nome dell'effigiato e la data 1474.
Già appartenuto a Luigi Ricceri Campani, nel 1825 venne acquistato dalle Gallerie fiorentine (attuali Uffizi) e nel corso del XIX secolo, con il riordino delle collezioni medicee, passò al Museo Nazionale istituito al Bergello nel 1865.

## Descrizione e stile
Il busto si rifà ai modi di Antonio Rossellino e mostra un uomo anziano effigiato con grande meticolosità, anche nei segni dell'età, secondo quell'attitudine al ritratto realistico che in quegli anni coinvolgeva in pittura anche Domenico Ghirlandaio. L'espressione, con le labbra serrate e la fronte increspata, tradisce varie emozioni, che vanno da un senso di scetticismo all'attenzione dell'uomo vigile.
L'abito, in fine broccatello, venne trattato con un modellato virtuosisticamente morbido, dove sono perfettamente leggibili gli arabeschi della decorazione che ondeggiano e si deformano sotto le pieghe. Un lembo dell'abito è piegato con nonchalance sulla spalla destra.
Tipico dello scultore è quindi la calibrata sospensione tra naturalismo e composta idealizzazione (evidenti sono i richiami alla ritrattistica romana), unita a brani di virtuosismo tecnico che ne fecero uno degli artisti più richiesti nella Firenze dell'epoca.